# Rapido (bateau)
Pour les articles homonymes, voir Rapido.
Le Rapido  était un navire à passagers acquis auprès d'une compagnie de transports de passagers sous le nom de "SS Columbia" pour servir dans la Marine espagnole comme croiseur auxiliaire.

## Historique
Acheté en urgence en 1898 pour servir durant la guerre hispano-américaine, il est rendu au service commercial la même année et démoli en 1907.